# Ludovic Fornes
Pour les articles homonymes, voir Fornes.
Ludovic Fornes, est un champion de savate, boxe française qui a eu la particularité de s'être imposé aussi bien dans la discipline combat que l'assaut, il a obtenu le titre de champion du monde combat sénior dans la catégorie des poids légers en 2001(60-63 kg) et champion d'europe technique 2005 (-70 kg).